# Larderel·lita
La larderel·lita és un mineral de la classe dels borats. Rep el seu nom de F. de Larderell (1848–1925), titular de la indústria del bòrax a la Toscana.

## Característiques
La larderel·lita és un borat de fórmula química (NH₄)B₅O₇(OH)₂·H₂O. Cristal·litza en el sistema monoclínic. Els cristalls són romboïdals, aplanats en {001}, de fins a 0,1 mil·límetres, tot i que normalment es troba de forma pulverulenta. És un mineral dimorf de l'amonioborita.
Segons la classificació de Nickel-Strunz, la larderellita pertany a «06.EB - Inopentaborats» juntament amb els següents minerals: ezcurrita, probertita, tertschita i priceïta.

## Formació i jaciments
Va ser descoberta l'any 1854 a les fumaroles d'àcid bòric de la regió volcànica de Larderello, Pomarance, a la província de Pisa (Toscana, Itàlia), on es troba associada a altres minerals com la sassolita i l'amonioborita. També ha estat descrita al cràter La Fossa, a l'illa de Vulcano (Sicília).